# Maurizio Aiello

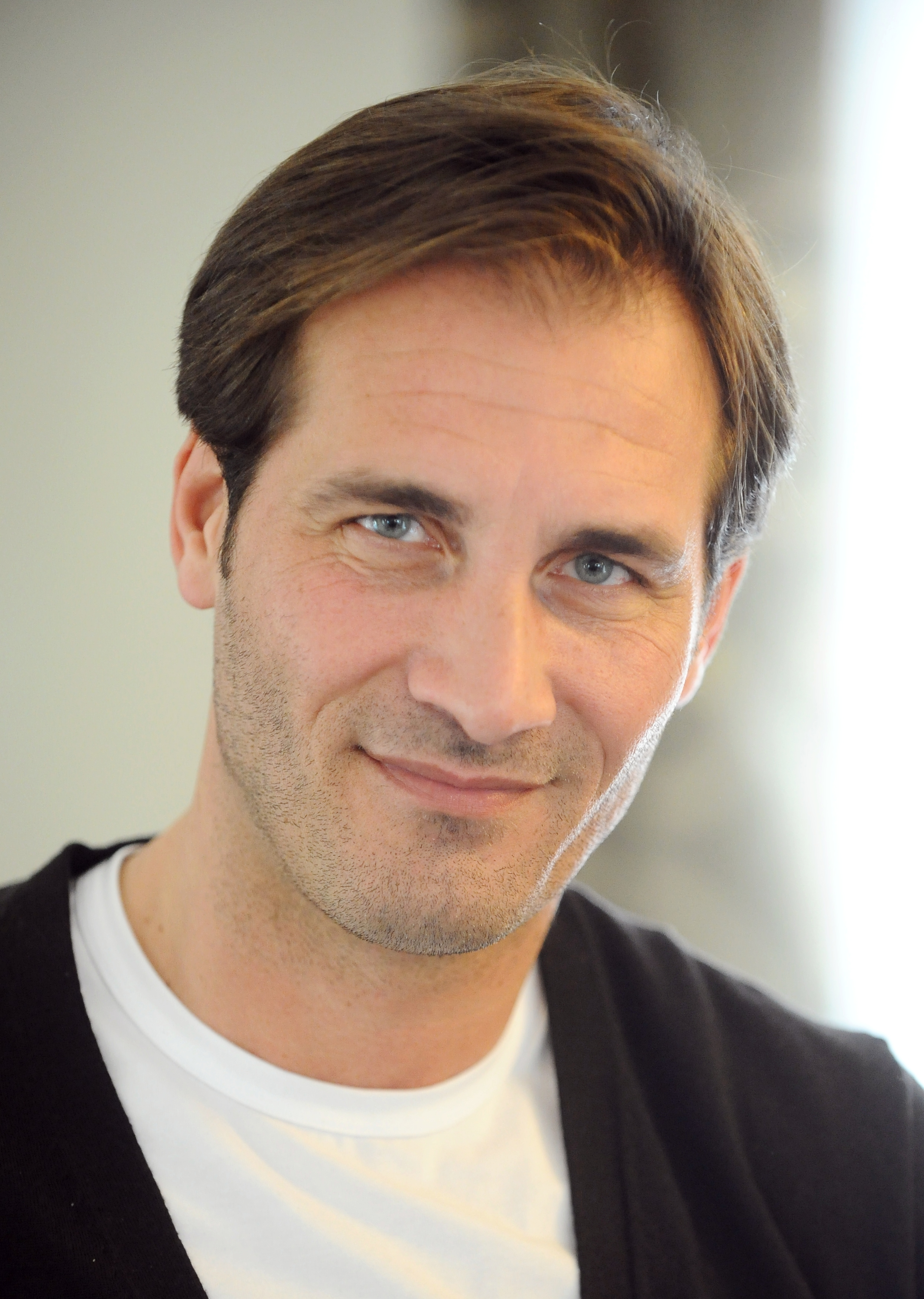
Maurizio Aiello nel 2013

Maurizio Aiello (Vico Equense, 11 dicembre 1969) è un attore ed ex modello italiano.

## Biografia
Vive la sua adolescenza a Castellammare di Stabia, e all'età di diciassette anni inizia a lavorare come cameriere, per trasferirsi poi a diciotto anni a Milano. Inizia così a lavorare come modello e attore di fotoromanzi, mantenendosi così gli studi di recitazione. Segue uno stage con Susan Strasberg dell'Actor's Studio di New York e quindi studia dizione e recitazione seguendo vari stages e corsi, tra cui uno con Beatrice Bracco.
La sua prima grande occasione arriva nel 1991 in teatro, dove recita nei Sei personaggi in cerca d'autore di Luigi Pirandello, nel ruolo di primo attore giovane, diretto da Franco Zeffirelli e con Enrico Maria Salerno. In televisione interpreta il ruolo di Antonio Ragusa ne La piovra 7 - Indagine sulla morte del commissario Cattani (1995), regia di Luigi Perelli. In seguito entra nel cast de Il maresciallo Rocca, dove interpreta il ruolo di Marco Sallustri, genero del maresciallo Rocca, interpretato da Gigi Proietti, per cui riceve l'Oscar dei Giovani, consegnato in Campidoglio. Dal 1996 al 2002 interpreta il ruolo di Alberto Palladini nella soap opera Un posto al sole, vincendo il premio Telegrolla d'oro nel 2001, come migliore attore di soap opera.
Inoltre partecipa ad altre fiction televisive, tra cui: Gioco di specchi (2000), regia di José María Sánchez, per cui vince il premio come migliore attore al Festival del Cinema di Salerno, Sospetti 2, (2003), Amanti e segreti (2004) e Amanti e segreti 2 (2005), tutte dirette da Gianni Lepre, e Pompei (2007), regia di Giulio Base, in cui interpreta il ruolo di Tiberio.
Nel cinema, dopo le partecipazioni ai film Le donne non vogliono più (1993), diretto da Pino Quartullo, e  Palermo Milano solo andata (1995), regia di Claudio Fragasso, debutta come protagonista in Stregati dalla luna (2001), per la regia di Pino Ammendola e Nicola Pistoia.  Nel 2007 è nel cast di Natale in crociera, regia di Neri Parenti. Nel 2008 è ancora sugli schermi cinematografici con Anita - Una vita per Garibaldi, per la regia di Aurelio Grimaldi.
Nel 2009 partecipa alla quinta edizione del programma di Rai Uno, Ballando con le stelle, condotta da Milly Carlucci.
A partire dal 2011 ritorna periodicamente ad interpretare il ruolo di Alberto Palladini nella soap opera Un posto al sole, rientrando stabilmente nel cast a partire dal 2019. 

## Filmografia

### Cinema
- Le donne non vogliono più, regia di Pino Quartullo (1993)
- Palermo Milano - Solo andata, regia di Claudio Fragasso (1995)
- Stregati dalla luna, regia di Pino Ammendola e Nicola Pistoia (2001)
- Natale in crociera, regia di Neri Parenti (2007)
- Anita - Una vita per Garibaldi, regia di Aurelio Grimaldi (2007)

### Televisione
- La piovra 7 - Indagine sulla morte del commissario Cattani, regia di Luigi Perelli – miniserie TV (1995)
- I ragazzi del muretto – serie TV (1996)
- Il maresciallo Rocca – serie TV (1996-2005)
- Italiani in missione - Rotta di collisione, regia di Pasquale Squitieri (1996)
- Un posto al sole – serie TV (1996-2002, 2011, 2012, 2014, 2016-2017, 2018-in corso)
- Ciao professore – serie TV (1999)
- Gioco di specchi, regia di José María Sánchez (2000)
- Sospetti – serie TV (2003)
- Amanti e segreti – serie TV (2004-2005)
- Pompei, regia di Giulio Base – miniserie TV (2007)
- Barbara Wood: Sturmjahre - Stormy Years, regia di Marco Serafini (2007)
- Era mio fratello, regia di Claudio Bonivento – miniserie TV (2007)
- Ballando con le stelle 5 – programma TV (2009) - Concorrente
- Don Matteo – serie TV (2014)
- Noi siamo leggenda – serie TV, episodi 1x05-1x06 (2023)

## Teatro
- Sei personaggi in cerca d'autore, regia di Franco Zeffirelli (1991)
- Un sogno di famiglia, regia di Enrico Montesano (2010)
- L'astice al veleno, regia di Vincenzo Salemme (2010)